# Conus lienardi
Conus lienardi is een in zee levende slakkensoort uit het geslacht Conus. De slak behoort tot de familie Conidae. Conus lienardi werd in 1861 beschreven door Bernardi & Crosse. Net zoals alle soorten binnen het geslacht Conus zijn deze slakken roofzuchtig en giftig. Zij bezitten een harpoenachtige structuur waarmee ze hun prooi kunnen steken en verlammen.